# Give My Life
Give My Life är en sång skriven och komponerad av Alexander Bard, Tim Norell, Jean-Pierre Barda, och ursprungligen inspelad av Army of Lovers till samlingsalbumet Les Greatest Hits, som släpptes i oktober 1995. Inför inspelningen hade Camilla Henemark återvänt till gruppen.
Give My Life släpptes också på singel i september 1995, och blev en stor hit under hösten och vintern 1995–1996. Förutom att placera sig på singellistorna i bland annat Nederländerna och Sverige, placerade den sig även på Trackslistan i Sverige, där den låg i åtta veckor under perioden 7 oktober–25 november 1995, med sjundeplats som främsta placering.

## Låtlista
1. Give My Life (Radio Edit) - 3:54
2. Stand Up For Myself (The 1995 Remix) - 3:59

## Listplaceringar
| Lista (1995–1996)                   | Topplacering |
| ----------------------------------- | ------------ |
| Nederländerna (Mega Single Top 100) | 23           |
| Sverige (Sverigetopplistan)         | 6            |